# Epidesma crameri
Epidesma crameri är en fjärilsart som beskrevs av Lauro Travassos 1938. Epidesma crameri ingår i släktet Epidesma och familjen björnspinnare. Inga underarter finns listade i Catalogue of Life.